# Glenelg (Schotland)
Glenelg (Schots-Gaelisch: Gleann Eilg) is een dorp  in de Schotse lieutenancy Ross and Cromarty in het raadsgebied Highland en heeft 283 inwoners (2001).
Glenelg ligt aan de zeestraat die Skye scheidt van de rest van Schotland. In de buurt van Glenelg is deze het nauwst, hierdoor was Glenelg vroeger van groot strategisch belang. In de buurt van Glenelg liggen twee brochs, Dun Telve en Dun Troddan, die samen de Glenelg Brochs vormen. Na een opstand van de Jacobieten in 1715, werden in 1725 in Glenelg de Bernera Barracks gebouwd om een mogelijke nieuwe opstand te verhinderen. Maar deze konden de opstand van 1745 niet verhinderen en het gebouw verloor later zijn strategisch belang en werd een jaar later deels verwoest door de troepen van Bonnie Prince Charlie.
Tussen Kylerhea op Skye en Glenelg vaart tussen maart en oktober een veerboot.